# Antônio Pietscher
Antônio Pietscher (Passo Fundo, 9 de julho de 1888 — São Paulo, 21 de junho de 1961) foi um coronel da Força Pública do Estado de São Paulo e comandante na Revolução Constitucionalista de 1932.

## Biografia
Antônio Pietscher nasceu no dia 9 de julho de 1888, na cidade de Passo Fundo, no Rio Grande do Sul.
Ainda jovem, mudou-se para São Paulo, onde assentou praça na Força Publica do Estado em 1906, galgando postos até chegar a sargento.
Em 1911 matriculou-se no curso especial para formação de oficiais na corporação. Em 5 de março de 1914 atingiu o oficialato da Força Pública do Estado de São Paulo, na qualidade de alferes, na sequência classificado no 4º Batalhão de Infantaria.
Em 1916 o então alferes foi nomeado subdelegado de polícia em comissão em Pedregulho, então distrito do município de Igarapava, no norte paulista.
Em fevereiro de 1917 foi classificado no 4º Batalhão de Infantaria da Força Pública.
Em 1918 foi promovido a 2º tenente.

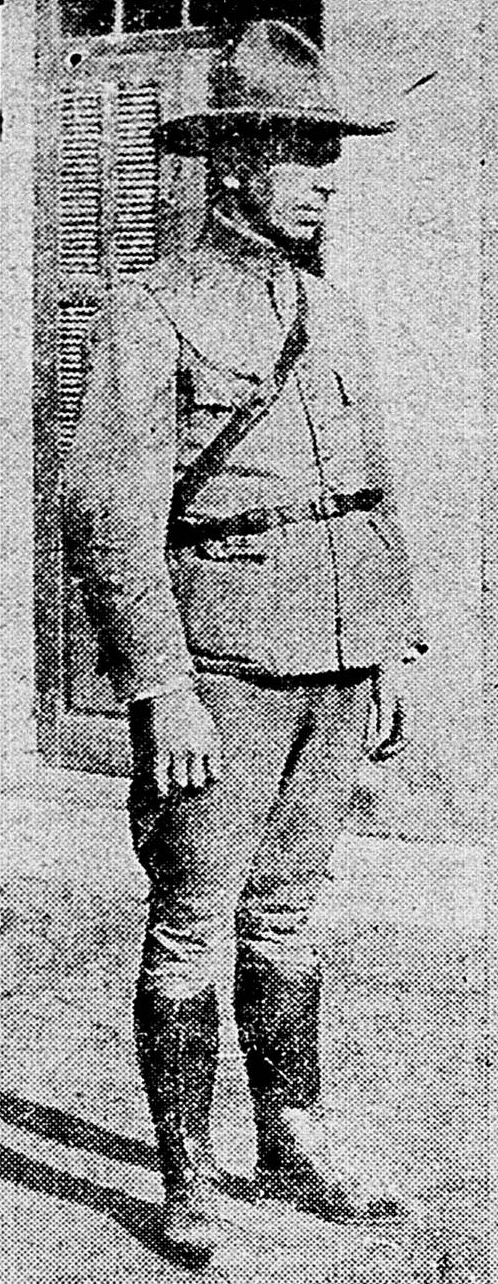
Antônio Pietscher durante a Revolução de 1924.

Em 1920 foi lotado no 2º Batalhão de Infantaria da Força Pública. Durante a década de 1920 atuou como instrutor na Escola de Educação Física da Força Publica. Nesse período era um assíduo competidor de Esgrima, figurando entre os finalistas e obtendo algumas vitorias em campeonatos estaduais e nacionais. Fez parte da União Brasileira de Esgrima e foi membro das Federações carioca e paulista do esporte.
Em 6 de dezembro de 1920, por decreto do Governo Estadual, foi promovido a 1º tenente.
Em julho de 1922 atuou na expedição militar junto ao 2º e 4º Batalhões de Infantaria da Força Pública, integrados ao destacamento comandado pelo coronel do Exército Tertuliano de Albuquerque Potyguara, em Três Lagoas, cidade do então Estado do Mato Grosso, com a missão de sufocar o levante revolucionário de militares daquela região, na chamada “Sedição Militar do Mato Grosso”, deflagrada simultaneamente a Revolta dos 18 do Forte de Copacabana.
Na Revolução de 1924, deflagrada a 5 de julho daquele ano, o então 1º tenente era instrutor do Corpo Escola da Força Pública, lecionando as disciplinas de Esgrima e Educação Física, quando foi surpreendido com a deflagração na capital paulista de um levante de militares do Exército e da Força Pública do Estado de São Paulo. Nesse levante atuou na defesa do Governo do Estado, combatendo os rebeldes na zona urbana da capital paulista. Inicialmente atuou na defesa do quartel do 4º Batalhão de Infantaria, então sediado na Avenida Tiradentes, resistindo por vários dias o cerco e o bombardeio da artilharia rebelde. Em 5 de novembro de 1924 foi promovido por merecimento a capitão, por decreto do então presidente estadual Carlos de Campos.
Por Decreto do Estado de São Paulo de 13 de outubro de 1926 foi condecorado com a Medalha do Mérito Militar. Em 28 de julho de 1927 foi também condecorado pela Presidência do Estado de São Paulo com a “Medalha da Legalidade” por conta de sua atuação heroica em julho de 1924 na defesa do Governo Estadual de Carlos de Campos e na defesa da ordem legal.
Foi um dos fundadores e também diretor do Centro Gaúcho da cidade de São Paulo, inaugurado em 1927.
Em 1927 era ajudante no Batalhão Escola, e depois designado para o comando da 3ª Cia do Batalhão Escola. Em 29 de setembro daquele ano, por decreto estadual, foi transferido para o comando a 1ª Cia do então 3º Batalhão de Infantaria (atual 8º BPM/I de Campinas).
Na Revolução de 1930 combateu os revolucionários na fronteira entre São Paulo e Paraná, junto a um destacamento da Força Pública.
Em 28 de abril de 1931 participou da "abrilada", um malogrado levante de praças e oficiais da Força Pública de São Paulo e do Exército contra a interventoria de João Alberto Lins de Barros e o secretário Miguel Costa. Porém, foi debelado ainda no seu início pelo próprio comandante geral da Força Pública, o coronel Joviniano Brandão. Após o fim da rebelião, o saldo de prisões além do próprio capitão Pietscher foi o de 36 oficiais, 40 quarenta sargentos, 30 componentes do batalhão-escola e cerca de 200 homens entre cabos, soldados e vários civis, entre alguns presos ilustres: Júlio Marcondes Salgado, José Teófilo Ramos, Reinaldo Saldanha da Gama, Romão Gomes, Tenório Heliodoro da Rocha Marques e Christiano Klingelhoefer. Ficaram inicialmente no Presídio da Imigração e depois transferidos para o Presídio de Taubaté. Em agosto 1931 passou para a reserva da corporação.

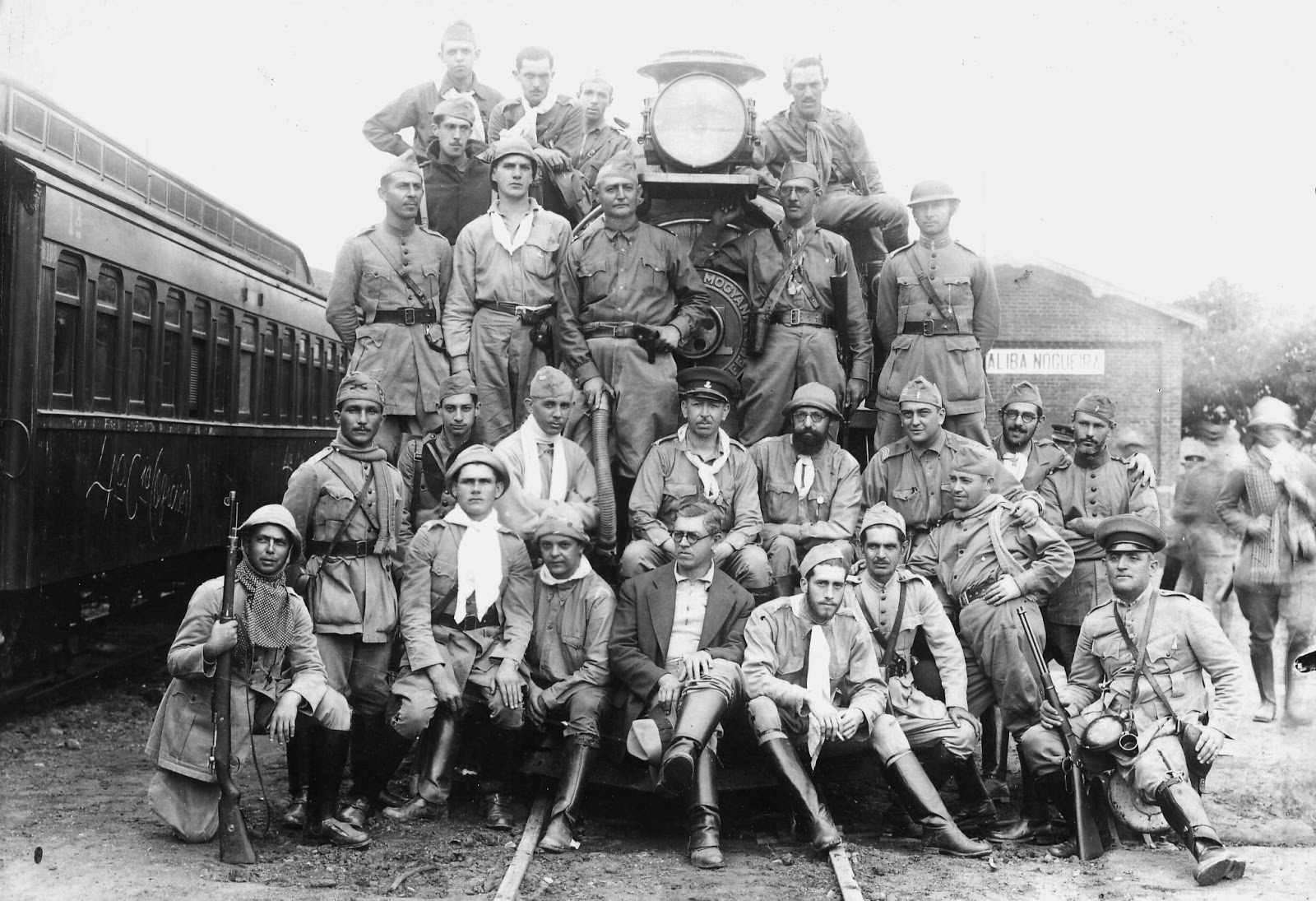
Antônio Pietscher (o oficial ao centro) na Estação de Barão Ataliba Nogueira, no município de Itapira, durante a Revolução de 1932

Em 1932, com o crescimento do Movimento Constitucionalista, ajudou a fundar e organizar a entidade M.M.D.C., uma milícia de atuação cívica e militar criada em 24 de maio daquele ano, como consequência do massacre de cinco jovens ocorrido no dia anterior àquela data, e perpetrado por apoiadores do regime de Getúlio Vargas. Nessa milícia atuou como recrutador de voluntários e instrutor militar, ajudando a formar batalhões na preparação para o levante que viria a ser deflagrado na noite de 9 de julho daquele ano.
Deflagrada a Revolução Constitucionalista foi revertido ao serviço ativo da Força Pública, por decreto estadual de 12 de julho daquele ano, e comissionado major. Na sequência, assumiu o comando do Batalhão “Fernão Dias Paes Leme”. Essa unidade de infantaria possuía 4 Companhias, uma Cia de Metralhadoras, uma Seção de bombardas (morteiros), uma Seção de engenharia, uma Seção de telegrafia e uma Seção de motociclistas, além de serviço de saúde e intendência próprios, tendo reunido ao longo do conflito entre 800 a 900 combatentes. Em função das baixas ao longo das batalhas, foram incorporados ao “Paes Leme” outros pelotões e Cia de outros batalhões reduzidos também em função de baixas, como foi o caso da 1ª Cia do 2º batalhão da Liga de Defesa Paulista que se incorporou à 3ª Cia do Batalhão Paes Leme.
Em 14 de julho o batalhão totalizava cerca de 600 combatentes, e nesse dia, em cerimônia na Praça da República, recebeu sua bandeira e passou por revista pelo Governador Pedro de Toledo. No dia seguinte, após alguns dias aquartelados no Jardim da Infância, na Praça da República, o capitão Pietscher seguiu com a 1º Cia com cerca de 250 combatentes para a denominada "Frente Leste", na região de Mogi Mirim, próximo à fronteira entre São Paulo e Minas Gerais. Dias depois juntou-se ao primeiro grupo a 2ª Cia. Em 17 de julho, avançaram em território mineiro, tomando cidades como Jacutinga e Ouro Fino. Em 19 de julho, inadvertidamente, e à revelia do comando do Exército Constitucionalista, o capitão Pietscher deu ordens para a 1ª Cia tomar a cidade de Pouso Alegre, na expectativa de adesão do 8º Regimento de Artilharia Montada (R.A.M.) do Exército, fazer ligação com as tropas de Itajubá e formar uma coluna de resistência. Contudo, em 20 de julho, na altura de Borda da Mata, próximo àquela cidade, a tropa foi emboscada por aquele regimento e demais tropas de infantaria e cavalaria leais ao Governo de Getúlio Vargas, como o 4º R.C.D. Apesar de receberem reforços, as tropas paulistas resistiram até a manhã do dia seguinte, com um saldo de mais de uma dezena de mortos, incluindo o comandante do 1º pelotão, o tenente Fernão Salles. Um pelotão do batalhão também foi preso pelos governistas durante a ação.
Na sequência, o batalhão do capitão Pietscher recuou para o município de Itapira, nos limites do território paulista, integrado ao destacamento do tenente-coronel Hygino Borges dos Santos, onde assumiram a resistência nos distritos de Eleutério e Barão Ataliba Nogueira. Em agosto de 1932, o batalhão foi designado para a “Frente Norte” de combate, no Vale do Paraíba, assumindo as defesas em Vila Queimada, 10 km a oeste de Queluz. Em 1º setembro a tropa foi reposicionada em Lavrinhas, na margem norte do Rio Paraíba do Sul, fazendo ligação com o destacamento do capitão Tito Coelho Lamego e o destacamento do tenente-coronel José Teófilo Ramos. Com o recuo das linhas paulistas para Guaratinguetá, em 13 de setembro, a tropa ficou integrada ao destacamento do coronel Antônio Paiva de Sampaio atuando no flanco direito paulista, entre a estrada de rodagem Rio-São Paulo e a Serra do Quebra-Cangalha, até o final do conflito, ocorrido em 2 de outubro de 1932. 
Com o fim da Revolução, seguiu a 12 de outubro para a cidade do Rio de Janeiro para cumprir detenção. Ficou detido por quase um mês na Casa de Correção do Rio de Janeiro, junto a outros líderes do levante. Em 1º de novembro de 1932 foi enfim enviado ao exílio político em Lisboa, em Portugal, na primeira leva de exilados. Em 29 de outubro de 1933 recebeu autorização do Ministério da Justiça para retornar ao país.
Em 22 de outubro de 1932, durante a intervenção militar de Waldomiro Lima no Estado de São Paulo, foi publicado um decreto declarando sem efeitos a reversão para o serviço ativo do capitão Piestcher, ocorrida em 12 de julho de 1932, por decreto do governador Pedro de Toledo. Em 1934, durante o regime democrático, na interventoria de Armando Salles de Oliveira, o capitão solicitou novamente sua reversão ao serviço ativo da Força Pública ao interventor, porém, o seu pedido bem como solicitação de pagamentos retroativos a que tinha direito foram reiteradamente negados. Em 1935, na reserva militar, recebeu a patente de major da Força Pública do Estado.
Em janeiro de 1945, após recorrer ao Ministro da Justiça e ter então seu pedido submetido apreciação da Comissão de Estudos dos Negócios Estaduais, obteve provimento em seu recurso, com efeitos retroativos desde 22 de outubro de 1932, embora sem direito a qualquer indenização.
Em 10 de agosto de 1946, por decreto estadual, em cumprimento ao despacho do Presidente da República Eurico Gaspar Dutra, o major Antônio Pietscher foi revertido ao serviço ativo da Força Publica de São Paulo, cujo efeito foi a sua imediata promoção a tenente-coronel, por antiguidade, a contar da data de 9 de abril de 1936. Na sequência, passou novamente para a reserva e foi reformado, com a patente de coronel.
Faleceu em 21 de junho de 1961, na cidade de São Paulo, aos 72 anos de idade. Foi velado na capela do Hospital da Cruz Azul da Força Pública do Estado e sepultado no Cemitério Chora Menino, no bairro de Santana, na capital paulista.
Era casado com Celina de Abreu Piestchier desde dezembro de 1908, com quem teve dois filhos: René Pietscher e Washington Pietscher.
É homenageado com a praça “Coronel Antônio Pietscher” no Jardim Caguassu, na cidade de São Paulo. Também em sua memória há a rua “Coronel Antônio Pietscher” no bairro Jóquei Club, em São Vicente.